# Aerolínies més grans del món
Les aerolínies més grans del món es poden classificar en funció de diferents paràmetres. American Airlines és la aerolínia més gran per les dimensions de la seva flota, destinacions servides, ingressos, beneficis i passatgers transportats. Delta Air Lines és la més gran pel valor dels seus actius i capitalització borsària. Lufthansa és la més gran pel seu nombre d'empleats, FedEx Express per càrrega tona-quilòmetre, Ryanair pel nombre de viatgers internacionals transportats i Turkish Airlines pel nombre de països on opera.

## Per nombre de passatgers transportats
| Posició | Aerolínia               | País         | 2016        | 2015        | 2014        | 2013        | 2012        | 2011        |
| ------- | ----------------------- | ------------ | ----------- | ----------- | ----------- | ----------- | ----------- | ----------- |
| 1       | American Airlines       | Estats Units | 198,700,000 | 146,530,000 | 87,830,000  | 86,823,000  | 86,335,000  | 86,042,000  |
| 2       | Delta Air Lines         | Estats Units | 183,700,000 | 138,842,000 | 129,433,000 | 120,636,000 | 116,726,000 | 113,731,000 |
| 3       | Southwest Airlines      | Estats Units | 151,800,000 | 144,575,000 | 129,087,000 | 115,323,000 | 112,234,000 | 110,587,000 |
| 4       | United Airlines         | Estats Units | 143,200,000 | 95,384,000  | 90,439,000  | 90,161,000  | 92,619,000  | 50,473,000  |
| 5       | Ryanair                 | Irlanda      | 119,800,000 | 101,401,000 | 86,370,000  | 81,395,000  | 79,649,000  | 76,422,000  |
| 6       | China Southern Airlines | Xina         | 84,900,000  | 109,301,000 | 100,683,000 | 91,504,000  | 86,277,000  | 80,545,000  |
| 7       | China Eastern Airlines  | Xina         | 80,900,000  | 75,139,000  | 66,174,000  | 62,653,000  | 79,611,000  |             |
| 8       | easyJet                 | Regne Unit   | 73,100,000  | 70,232,000  | 62,309,000  | 58,410,000  |             |             |
| 9       | Turkish Airlines        | Turquia      | 62,800,000  | 60,198,000  |             |             |             |             |
| 10      | Lufthansa               | Alemanya     | 62,400,000  |             | 59,850,000  | 63,273,000  | 64,393,000  | 63,012,000  |
|         | Air China               | Xina         |             | 58,661,000  | 54,674,000  |             |             |             |

## Per nombre de passatgers per quilòmetre
| Posició | Aerolínia               | País                | 2016    | 2015    | 2014    | 2013    | 2012    | 2011    |
| ------- | ----------------------- | ------------------- | ------- | ------- | ------- | ------- | ------- | ------- |
| 1       | American Airlines       | Estats Units        | 320,044 | 320,813 | 208,046 | 206,551 | 203,336 | 203,485 |
| 2       | Delta Air Lines         | Estats Units        | 308,088 | 302,512 | 290,862 | 277,560 | 271,567 | 269,724 |
| 3       | United Airlines         | Estats Units        | 299,080 | 294,970 | 287,547 | 286,802 | 288,282 | 160,270 |
| 4       | Emirates                | Emirats Àrabs Units | 270,797 | 251,190 | 230,855 | 209,377 | 180,880 | 153,264 |
| 5       | Southwest Airlines      | Estats Units        | 200,848 | 189,097 | 162,445 | 145,124 | 137,708 | 134,918 |
| 6       | China Southern Airlines | Xina                | 205,720 | 189,186 | 166,074 | 147,841 | 135,021 | 121,944 |
| 7       | Lufthansa               | Alemanya            | 149,702 | 145,904 | 143,403 | 144,236 | 142,512 | 140,972 |
| 8       | British Airways         | Regne Unit          | 144,028 | 140,780 | 137,204 | 130,129 | 124,318 | 116,864 |
| 9       | Ryanair                 | Irlanda             | 142,740 | 125,194 |         |         |         |         |
| 10      | China Eastern Airlines  | Xina                | 138,042 |         |         |         |         |         |

## Per ingressos
| Posició | Aerolínia                    | País                                     | Ingressos (US$B) | Benefici (US$B) | Actius (US$B) | Capit. borsària (US$B) | Em- pleat- s |
| ------- | ---------------------------- | ---------------------------------------- | ---------------- | --------------- | ------------- | ---------------------- | ------------ |
| 1       | American Airlines            | style="text-align:left;" \| Estats Units | 40.99            | 7.61            | 48.41         | 22.1                   | 118,500      |
| 2       | Delta Air Lines              | Estats Units                             | 40.5             | 4.7             | 53.3          | 34.4                   | 80,000       |
| 3       | United Continental Holdings  | Estats Units                             | 37.5             | 7.1             | 40.9          | 17.1                   | 83,000       |
| 4       | Lufthansa                    | Alemanya                                 | 35.5             | 1.9             | 36.3          | 7.3                    | 120,652      |
| 5       | Air France-KLM               | França/ Països Baixos                    | 28.9             | 0.131           | 25.3          | 2.7                    | 96,417       |
| 6       | International Airlines Group | Espanya/ Regne Unit                      | 25.3             | 1.7             | 30.7          | 15.4                   | 60,862       |
| 7       | Southwest Airlines           | Estats Units                             | 20.2             | 2.2             | 22.2          | 30.2                   | 49,600       |
| 8       | China Southern Airlines      | Xina                                     | 17.7             | 0.620           | 28.7          | 8.4                    | 87,202       |
| 9       | China Eastern Airlines       | Xina                                     | 14.9             | 0.730           | 30.1          | 10.9                   | 71,033       |
| 10      | All Nippon Airways           | Japó                                     | 14.7             | 0.497           | 19.1          | 9.9                    | 33,719       |

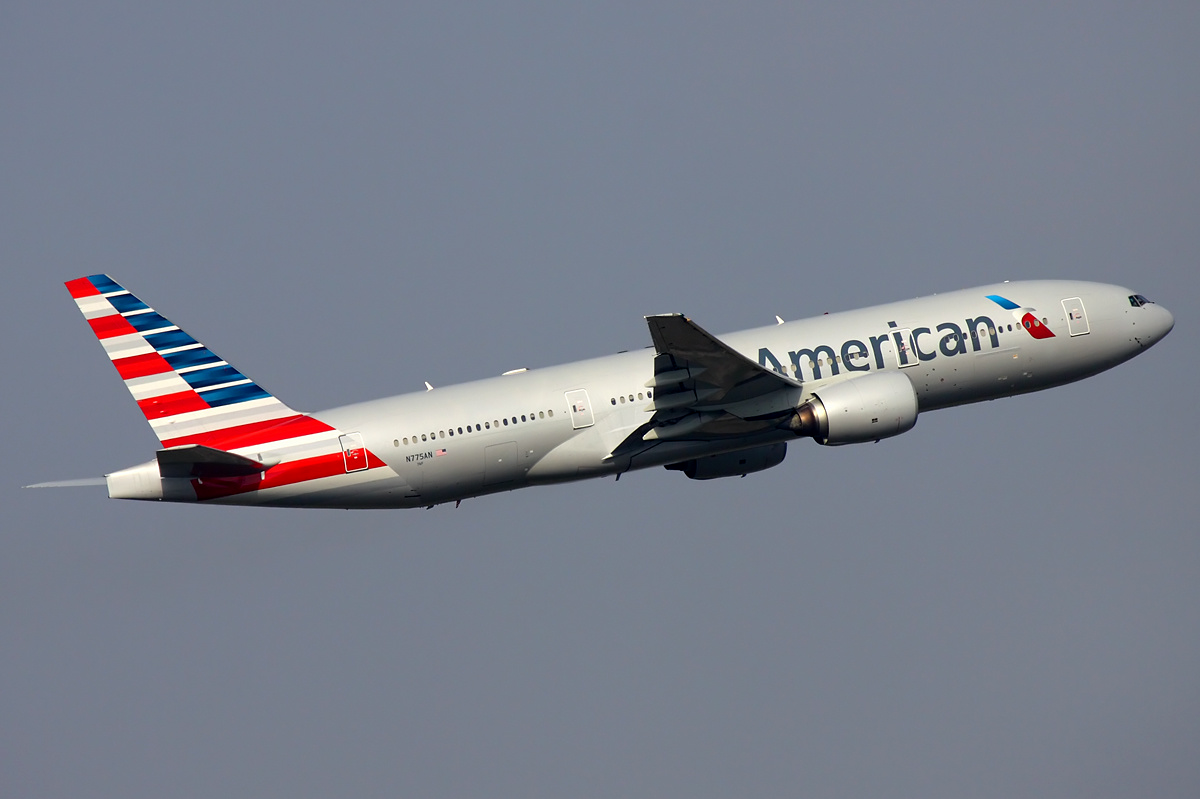
American Airlines és l'aerolínia més gran per la mida de la flota, ingressos, beneficis i passatgers transportats

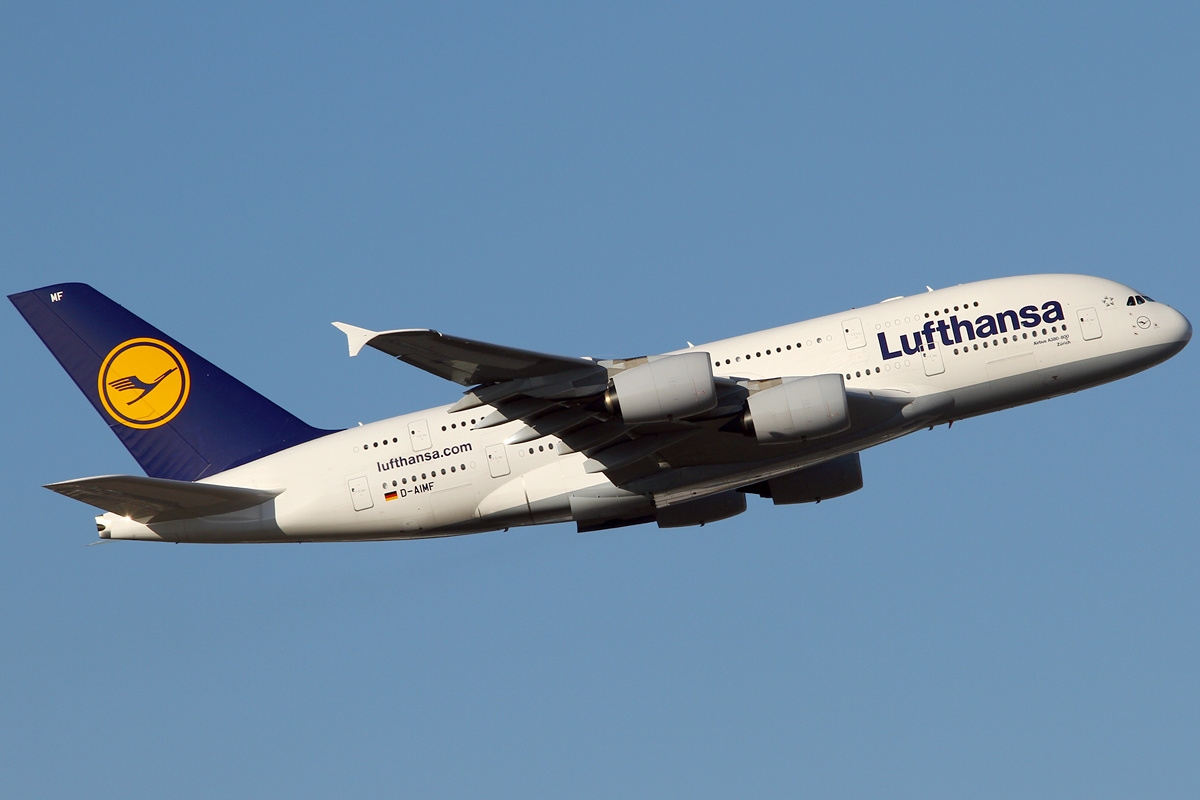
Lufthansa és la companyia més gran pel nombre d'empleats

La aerolínia Emirates és de propietat governamental i, per tant, no s'inclou en aquesta llista d'empreses privades.

## Per la mida de la flota (avions)

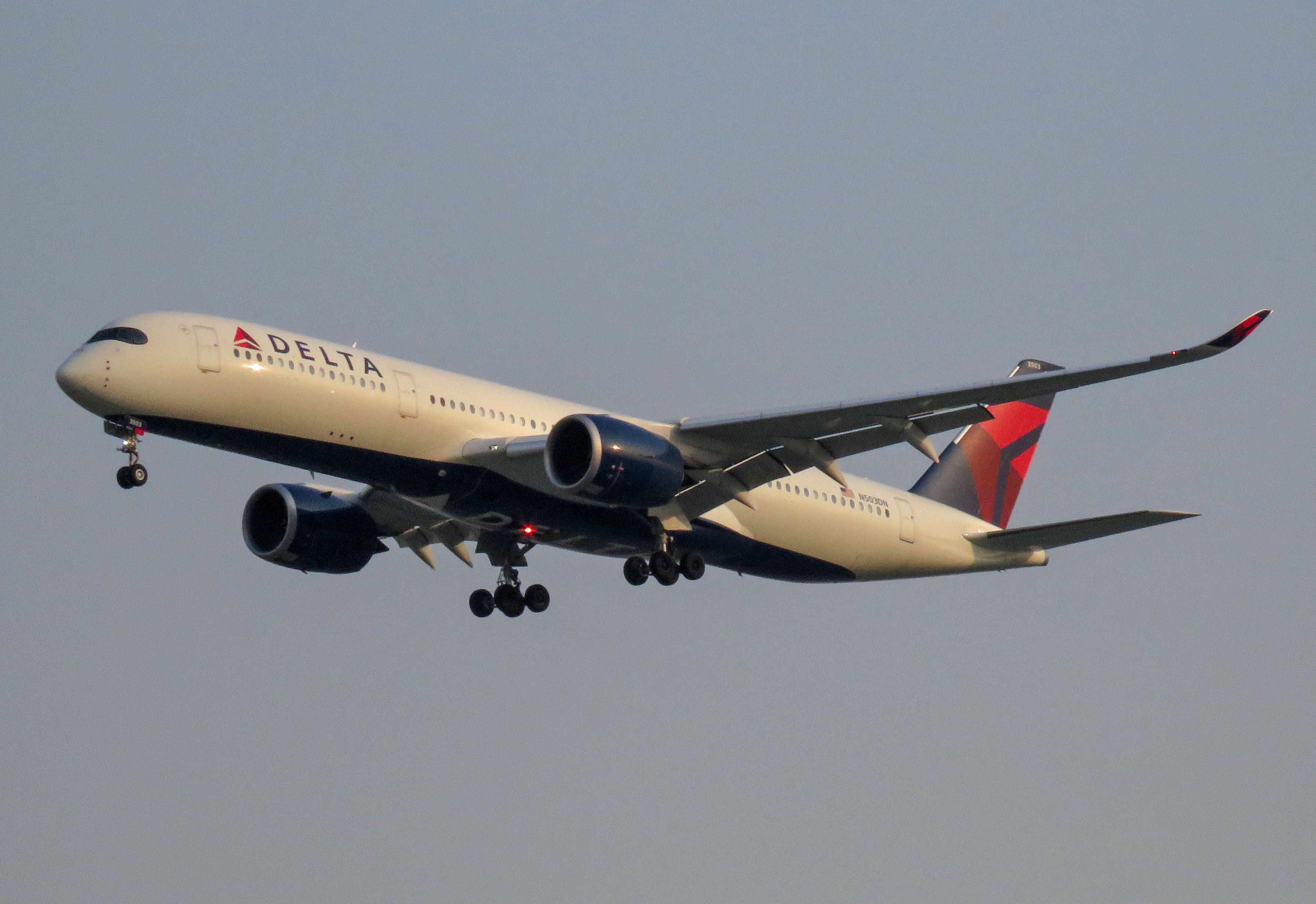
Delta Air Lines és la aerolínia amb més capitalització borsària

| Posició | Aerolínia               | País         | Flota (Juny 2016) |
| ------- | ----------------------- | ------------ | ----------------- |
| 1       | American Airlines       | Estats Units | 1,556             |
| 2       | Delta Air Lines         | Estats Units | 1,330             |
| 3       | United Airlines         | Estats Units | 1,229             |
| 4       | Southwest Airlines      | Estats Units | 0,720             |
| 5       | FedEx Express           | Estats Units | 0,688             |
| 6       | China Southern Airlines | Xina         | 0,515             |
| 7       | China Eastern Airlines  | Xina         | 0,429             |
| 8       | SkyWest Airlines        | Estats Units | 0,424             |
| 9       | Ryanair                 | Irlanda      | 0,420             |
| 10      | Air Canada              | Canadà       | 0,404             |

## Per nombre de països on operen

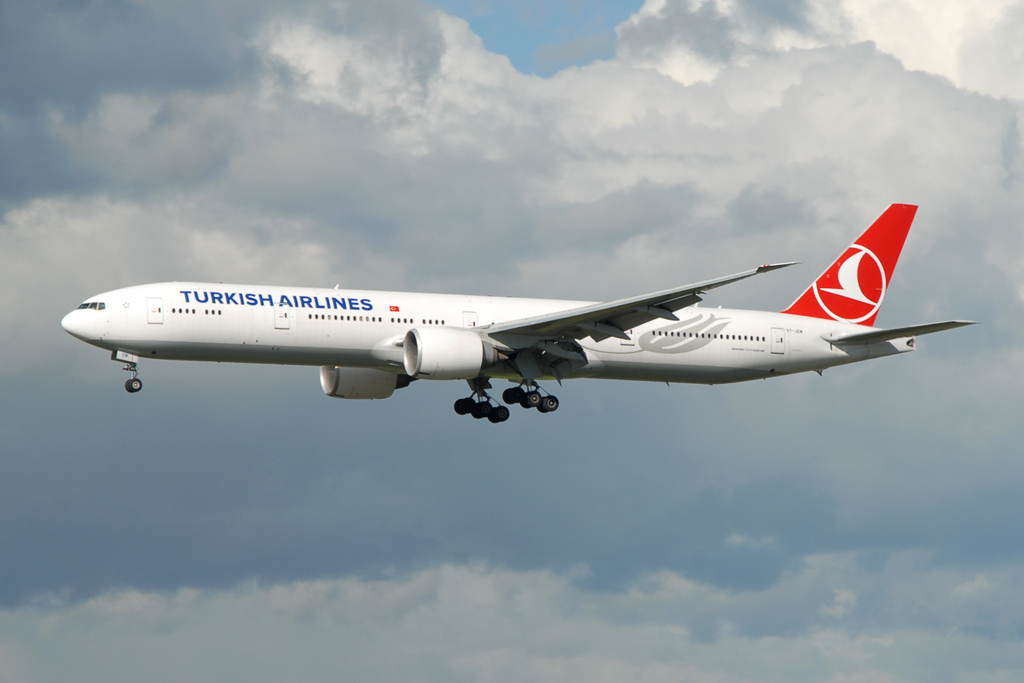
Turkish Airlines és la aerolínia que opera a més països.

| Posició | Aerolínia        | País                | Països on operen (Agost 2017) |
| ------- | ---------------- | ------------------- | ----------------------------- |
| 1       | Turkish Airlines | Turquia             | 120                           |
| 2       | Lufthansa        | Alemanya            | 083                           |
| 3       | Air France       | França              | 078                           |
| 3       | British Airways  | Regne Unit          | 078                           |
| 5       | Qatar Airways    | Qatar               | 073                           |
| 6       | Delta Air Lines  | Estats Units        | 071                           |
| 7       | Emirates         | Emirats Àrabs Units | 070                           |
| 8       | KLM              | Països Baixos       | 066                           |
| 8       | Egyptair         | Egipte              | 066                           |
| 10      | United Airlines  | Estats Units        | 060                           |

## Per nombre de destinacions
| Posició | Aerolínia               | País                | Destinacions (Novembre 2017)              |
| ------- | ----------------------- | ------------------- | ----------------------------------------- |
| 1       | American Airlines       | Estats Units        | 350                                       |
| 2       | United Airlines         | Estats Units        | 342                                       |
| 3       | Delta Air Lines         | Estats Units        | 325                                       |
| 4       | Turkish Airlines        | Turquia             | 302                                       |
| 5       | SkyWest Airlines        | Estats Units        | 233                                       |
| 6       | Air Canada              | Canadà              | 222                                       |
| 7       | Lufthansa               | Alemanya            | 220 Arxivat 2018-02-24 a Wayback Machine. |
| 8       | China Eastern Airlines  | Xina                | 217                                       |
| 9       | China Southern Airlines | Xina                | 208                                       |
| 10      | Ryanair                 | Irlanda             | 205                                       |
| 11      | Air France              | França              | 204                                       |
| 12      | Air China               | Xina                | 201                                       |
| 13      | British Airways         | Regne Unit          | 183                                       |
| 14      | Qantas                  | Austràlia           | 182                                       |
| 15      | Norwegian Air Shuttle   | Noruega             | 153                                       |
| 16      | Qatar Airways           | Qatar               | 150                                       |
| 17      | S7 Airlines             | Rússia              | 146                                       |
| 18      | KLM                     | Països Baixos       | 145                                       |
| 19      | Emirates                | Emirats Àrabs Units | 141                                       |
| 20      | Austrian Airlines       | Àustria             | 130 Arxivat 2018-03-05 a Wayback Machine. |